# Excès de consommation d'oxygène post-exercice
L'excès de consommation d'oxygène post-exercice, en anglais, Excess post-exercise oxygen consumption (EPOC), communément appelé la post-combustion, est l'augmentation mesurable de la consommation d'oxygène suivant un exercice physique intense, destinée à récupérer la « dette » en oxygène.
La dette d'O2 se crée lorsque l'on dépasse la filière aérobie (effort avec utilisation d'O2) et que l'on passe à la filière anaérobie (effort sans utilisation d'O2). Et c'est parce qu'on a utilisé une filière sans O2 qu'il faudra ensuite rembourser cette dette via l'EPOC.
Ceci peut nous informer sur la condition physique d'un individu et nous permettre d'adapter l'entraînement du sportif afin d'améliorer sa condition physique.
L'EPOC est donc caractérisé par une très forte respiration.
Au commencement d'un exercice physique, la fréquence cardiaque augmente de façon instantanée grâce à un arc réflexe (récepteurs articulaire et musculaire - système nerveux autonome) permettant « l'accroche cardiaque ». 
Après le début de l'exercice, le cycle respiratoire et le cycle du cœur s'accordent. L'exercice physique requiert de l'oxygène et après quelques minutes un seuil est atteint et l'organisme est alors en manque d'oxygène.
Lorsqu'on mesure la quantité d'oxygène inspirée après l'effort, on peut constater qu'elle est plus élevée que la quantité de déficit d'air.
L'EPOC est donc une valeur qui mesure l'état de fatigue du corps ainsi que la régénération nécessaire.
La valeur de l'EPOC est influencée par la durée et l'intensité de l'exercice physique.
Le corps nécessite donc de l'oxygène, plus particulièrement lorsque les muscles sont sollicités, mais il a aussi besoin d'énergie. L'énergie nécessaire vient en partie de la brûlure des graisses.